# Assemblea nazionale (Mauritania)
L'Assemblea nazionale (in arabo الجمعية الوطنية‎?, in lingua francese: Assemblée nationale) è l'unica camera del Parlamento della Mauritania.
È composta da 157 membri eletti per cinque anni in collegi elettorali da uno o due seggi ciascuno.

## Storia
Dal 1961 al 1978 in Mauritania c'era un sistema di fatto monopartitico, dove l'unico partito legale era il Partito del Popolo Mauritano. Il 10 luglio 1978, con un colpo di Stato, la legislatura venne sciolta. Con altro colpo di stato, nel 1992 vennero istituiti un sistema multipartitico ed un parlamento bicamerale composto dall'Assemblea nazionale e dal Senato.
Il referendum costituzionale del 2017 ha disposto l'abolizione del Senato.
Fino al 2005 il parlamento era dominato dal Partito Repubblicano Democratico e Sociale; solo nel 2006 si svolsero le prime vere elezioni multipartitiche.
Il 27 aprile 2007 Messaoud Ould Boulkheir venne eletto presidente dell'Assemblea Nazionale e fu il primo Haratin a ricoprire questa carica. Dal 2018 il Presidente dell'Assemblea è Cheikh Ahmed Baye.

## Membri
I deputati dell'Assemblea Nazionale, che devono avere almeno 25 anni, godono di indennità giudiziaria. Non possono essere arrestati o perquisiti senza l'autorizzazione dell'Assemblea stessa.